# مخابرات بی‌سیم نوری
مخابرات بی‌سیم نوری (اختصاری OWC) نوعی از مخابرات نوری است که در آن از نور هدایت‌نشده بصورت «رها شده در هوا» (یا در ماورای جو) استفاده می‌شود، و همچنین بدون استفاده از فیبر نوری. نور مرئی، فروسرخ (اختصاری IR) یا فرابنفش (اختصاری UV)، برای حمل سیگنال بی‌سیم به‌کار گرفته می‌شوند. این فناوری به طور معمول برای ارتباطات کوتاه‌برد استفاده می‌شود؛ هرچند برای برد بلند و برد فوق‌العاده بلند نیز توسعه یافته است.
سیستم‌های OWC که در باند مرئی (۷۵۰–۳۹۰ نانومتر) کار می‌کنند عموماً با ارتباطات نور مرئی (اختصاری VLC) شناخته می‌شوند. سیستم‌های VLC از دیودهای نوری ساطع‌کننده نور (اختصاری ال‌ئی‌دی) بهره می‌برند که می‌توانند با سرعت بسیار بالا چشمک بزنند بدون اینکه تأثیری در روشنایی محیط و یا دید انسان بگذارند. VLC می‌تواند به طور بالقوه در طیف وسیعی از کاربردها از جمله شبکه‌های محلی بی‌سیم، شبکه‌های شخصی بی‌سیم و سیستم‌های ارتباطی وسایل نقلیه به‌کار رود. از سوی دیگر، سیستم‌های OWC نقطه‌به‌نقطه زمینی که با ارتباط نوری فضای آزاد (اختصاری FSO) نیز شناخته می‌شوند، در فرکانس‌های نزدیک به فروسرخ (۷۵۰–۱۶۰۰ نانومتر) کار می‌کنند. این سیستم‌ها به طور معمول از فرستنده‌های لیزری بهره می‌برند و پیوندی مقرون‌به‌صرفه با پروتکل شفاف و نرخ داده بالا، نزدیک به ۱۰ گیگابیت بر ثانیه در هر طول موج ارائه می‌دهند و راه‌حلی بالقوه برای گلوگاه بک‌هال محسوب می‌شوند.
علاوه بر این، علاقه‌مندی به ارتباطات فرابنفش (اختصاری UVC) به دلیل پیشرفت‌های اخیر در منابع و آشکارسازهای نوری حالت‌جامد که در طیف فرابنفش مقاوم به نور خورشید (۲۰۰–۲۸۰ نانومتر) کار می‌کنند، رو به افزایش است. در این باند فرابنفش عمیق، اثری تابش خورشید در سطح زمین ناچیز است و این امکان را فراهم می‌کند تا طراحی آشکارسازهای شمارش فوتون با گیرنده‌های زاویه دید گسترده که انرژی دریافتی بیشتری را با حداقل نویز اضافی در پس‌زمینه دریافت کند، قابل اجرا باشد. چنین طراحی‌هایی به‌ویژه در پیکربندی‌های غیرخط‌دید در فضای باز برای پشتیبانی از UVC کم‌مصرف و کوتاه‌برد مانند شبکه‌های حسگر بی‌سیم و شبکه‌های اقتضایی کاربرد دارد.

## تاریخچه
فناوری‌های بی‌سیم در چند دهه پایانی قرن بیستم و اوایل قرن بیست‌ویکم به‌شدت رشد کردند و به بخشی اساسی از زندگی بدل شدند. گسترش وسیع فناوری‌های فرکانس رادیویی عاملی کلیدی در توسعه دستگاه‌ها و سیستم‌های بی‌سیم بود. با این حال، بخشی از طیف الکترومغناطیسی که توسط سیستم‌های بی‌سیم استفاده می‌شود از نظر ظرفیت محدود است و مجوزهای استفاده از بخش‌هایی از این طیف هزینه‌بر هستند. با افزایش ارتباطات بی‌سیم پر داده، تقاضا برای طیف RF از عرضه پیشی گرفته و شرکت‌ها را به فکر استفاده از بخش‌های دیگری از طیف الکترومغناطیسی غیر از فرکانس‌های رادیویی انداخته است.
مخابرات بی‌سیم نوری (OWC) به انتقال در محیط‌های انتشار هدایت‌نشده از طریق حامل‌های نوری: نور مرئی، فروسرخ (IR) و فرابنفش (UV) اشاره دارد. ارسال سیگنال از طریق آتش علامت، علامت دود، پرچم‌های کشتی و تلگراف سمانفور می‌تواند به‌عنوان شکل‌های تاریخی مخابرات بی‌سیم نوری در نظر گرفته شود. از زمان‌های بسیار قدیم از نور خورشید برای ارسال سیگنال‌های راه دور استفاده شده است. اولین استفاده از نور خورشید برای مقاصد ارتباطی به یونانیان و رومیان باستان نسبت داده می‌شود که از سپرهای صیقلی برای بازتاب نور خورشید و ارسال سیگنال در جریان نبردها استفاده می‌کردند. در سال ۱۸۱۰، کارل فریدریش گاوس هلیوگراف را اختراع کرد که از جفت آینه برای هدایت پرتو کنترل‌شده نور خورشید به ایستگاه دوردست استفاده می‌کرد. اگرچه هلیوگراف اولیه برای نقشه‌برداری ژئودتیک طراحی شده بود، اما در اواخر قرن نوزدهم و اوایل قرن بیستم به طور گسترده برای مقاصد نظامی مورد استفاده قرار گرفت. در سال ۱۸۸۰، الکساندر گراهام بل فوتوفون را اختراع کرد که اولین سیستم تلفن بی‌سیم جهان بود.
علاقه نظامی به فوتوفون پس از زمان بل ادامه یافت. به‌عنوان نمونه، در سال ۱۹۳۵ ارتش آلمان فوتوفونی ساخت که از لامپ رشته‌ای تنگستن با فیلتر انتقال فروسرخ به عنوان منبع نور استفاده می‌کرد. همچنین آزمایشگاه‌های نظامی آمریکا و آلمان تا دهه ۱۹۵۰ به توسعه لامپ‌های قوسی فشار قوی برای مخابرات نوری ادامه دادند. مخابرات بی‌سیم نوری مدرن از لیزر یا دیودهای نوری به‌عنوان فرستنده استفاده می‌کند. در سال ۱۹۶۲، آزمایشگاه‌های MIT Lincoln پیوند آزمایشی مخابرات بی‌سیم نوری را با دیود گالیوم-آرسنید تابنده ساختند و موفق شدند سیگنال‌های تلویزیونی را در مسافت ۳۰ مایلی منتقل کنند. پس از اختراع لیزر، مخابرات بی‌سیم نوری به‌عنوان حوزه اصلی کاربرد لیزر در نظر گرفته شد و آزمایش‌های زیادی با انواع مختلف لیزر و طرح‌های مدولاسیون انجام شد. با این حال، دستاوردهای این صنعت به طور کلی نا امید کننده بود زیرا واگرایی زیاد پرتوهای لیزر و ناتوانی در مقابله با اثرات جوی مانع از عملکرد مناسب شد. با توسعه فیبر نوری کم‌تلفات در دهه ۱۹۷۰، فیبر به گزینه بدیهی برای انتقال نوری برد بلند بدل شد و تمرکز از مخابرات بی‌سیم نوری به سمت سیستم‌های فیبر نوری تغییر یافت.

## وضعیت کنونی

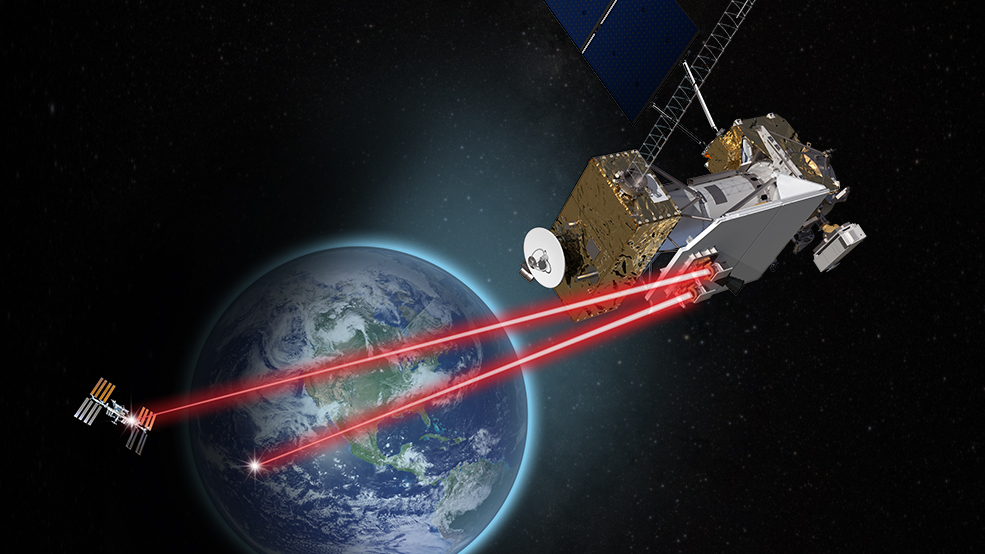
تصویری از آزمایش انتقال داده با لیزر (LCRD) که داده‌ها را از ILLUMA-T در ایستگاه فضایی بین‌المللی به ایستگاه زمینی در زمین منتقل می‌کند.

طی دهه‌های گذشته، علاقه به مخابرات بی‌سیم نوری عمدتاً به کاربردهای نظامی مخفی و کاربردهای فضایی از جمله پیوندهای بین‌ماهواره‌ای و ارتباطات اعماق فضا محدود بود. نفوذ مخابرات بی‌سیم نوری به بازار انبوه تاکنون بسیار محدود بوده است، به‌استثنای IrDA که یک راهکار موفق برای انتقال بی‌سیم کوتاه‌برد محسوب می‌شود. 

## کاربردها
انواع مختلف مخابرات بی‌سیم نوری می‌توانند به طور بالقوه در طیف گسترده‌ای از کاربردهای ارتباطی از اتصالات نوری داخل مدارهای مجتمع تا پیوندهای بین ساختمان‌ها و ارتباطات ماهواره‌ای به‌کار روند.
OWC را می‌توان بر اساس برد انتقال به پنج دسته تقسیم کرد:
1. برد فوق‌کوتاه: ارتباطات تراشه‌به‌تراشه در بسته‌های چندتراشه‌ای انباشته و فشرده.[۹]
2. برد کوتاه: شبکه‌های بی‌سیم تن‌پوش (اختصاری WBAN) و شبکه‌های شخصی بی‌سیم (اختصاری WPAN) تحت استاندارد آی‌تریپل‌ئی ۸۰۲٫۱۵ و ارتباطات زیر آب.[۱۰][۱۱]
3. برد متوسط: ارتباطات داخل ساختمان فروسرخ و مخابرات نور مرئی (اختصاری VLC) برای شبکه‌های محلی بی‌سیم و ارتباطات بین وسایل نقلیه و از وسیله نقلیه به زیرساخت.
4. برد بلند: اتصالات بین ساختمان‌ها که به ارتباط نوری فضای آزاد (اختصاری FSO) معروف است.
5. برد فوق‌العاده بلند: ارتباط لیزری در فضا بویژه برای پیوندهای بین‌ماهواره‌ای و ایجاد منظومه ماهواره‌ای.

## روندهای اخیر
- در ژانویه ۲۰۱۵، آی‌تریپل‌ئی ۸۰۲٫۱۵ یک گروه کاری برای بازبینی استاندارد آی‌تریپل‌ئی ۸۰۲٫۱۵٫۷-۲۰۱۱ تشکیل داد تا علاوه بر نور مرئی، طول موج‌های فروسرخ و نزدیک به فرابنفش را نیز پوشش دهد و گزینه‌هایی مانند ارتباطات دوربین نوری و لای‌فای را نیز اضافه کند.[۱۲]
- در کاربردهای OWC برد بلند، پیوندی به سرعت ۱ گیگابیت بر ثانیه و برد ۶۰ کیلومتر بین زمین و هواپیمایی با سرعت ۸۰۰ کیلومتر در ساعت به طور موفق آزمایش شد، "آزمون شدید برای ترمینال ارتباط لیزری ViaLight MLT-20 – لینک نوری از یک هواپیمای جت با سرعت ۸۰۰ کیلومتر بر ساعت"، DLR و EADS دسامبر ۲۰۱۳.
- در کاربردهای مصرفی و برد کوتاه OWC در تلفن‌های همراه؛ شارژ و دریافت داده با نور در تلفن هوشمند: شرکت TCL Communication/ALCATEL ONETOUCH و Sunpartner Technologies اولین گوشی هوشمند خورشیدی کاملاً یکپارچه را معرفی کردند. مارس ۲۰۱۴.
- در کاربردهای OWC برد فوق‌العاده بلند، آزمایش تاریخی ارتباط لیزری قمری ناسا (LLCD) داده‌ها را از مدار ماه به زمین با نرخ ۶۲۲ مگابیت بر ثانیه منتقل کرد، نوامبر ۲۰۱۳.
- نسل جدید ارتباطات OWC / VLC انتقال ۱۰ مگابیت بر ثانیه با استفاده از دیودهای نوری پلیمری یا OLED را نشان داد.[۱۳]
- در فعالیت‌های پژوهشی OWC، پروژه تحقیقاتی اروپایی IC1101 OPTICWISE از برنامه COST (همکاری اروپایی در علم و فناوری) با حمایت بنیاد علمی اروپا، امکان هماهنگی تحقیقات تأمین مالی‌شده در سطح ملی در اروپا را فراهم کرده است. این برنامه در نوامبر ۲۰۱۱ آغاز شد و تا نوامبر ۲۰۱۵ ادامه داشت و بیش از ۲۰ کشور در آن حضور داشتند.
- فناوری‌های OWC مصرف‌کننده و صنعتی از طریق کنسرسیوم لای‌فای که در سال ۲۰۱۱ به‌عنوان سازمانی غیرانتفاعی تأسیس شد، معرفی و ترویج می‌شوند. این کنسرسیوم به معرفی فناوری لای‌فای و گسترش محصولات مرتبط کمک می‌کند.
- نمونه‌ای از آگاهی آسیایی درباره OWC، کنسرسیوم ارتباطات نوری مرئی ژاپن (VLCC) است که در سال ۲۰۰۷ با هدف تحقق سیستم ارتباطی ایمن و فراگیر از طریق نور مرئی از طریق تحقیقات بازار، ترویج و استانداردسازی تأسیس شد.
- در ایالات متحده چندین ابتکار OWC در جریان است از جمله «مرکز پژوهش مهندسی نورپردازی هوشمند» که در سال ۲۰۰۸ توسط بنیاد ملی علوم (NSF) و با همکاری مؤسسه پلی‌تکنیک رنسلیر (مرکز اصلی)، دانشگاه بوستون و دانشگاه نیومکزیکو تأسیس شد. شرکای آگاهی‌بخشی این پروژه شامل دانشگاه هوارد، دانشگاه ایالتی مورگان و مؤسسه فناوری رز-هالمن هستند.[۱۴]
- در ژوئیه ۲۰۲۳، IEEE استاندارد 802.11bb را منتشر کرد که استانداردی برای شبکه‌سازی نوری خط دید در باند ۸۰۰–۱۰۰۰ نانومتر ایجاد می‌کند.

## مراجع
1. ↑  M. Uysal و H. Nouri، "مخابرات بی‌سیم نوری – یک فناوری نوظهور"، کنفرانس بین‌المللی شبکه‌های نوری شفاف (ICTON)، گراتس، اتریش، ژوئیه ۲۰۱۴
2. ↑  علی خلیقی, محمد; Uysal, Murat (2014). "مروری بر ارتباطات نوری فضای آزاد: از دیدگاه نظریه ارتباطات". IEEE Communications Surveys & Tutorials. 16 (4): 2231–2258. doi:10.1109/COMST.2014.2329501. S2CID 3141460.
3. ↑  A. A. Huurdeman، تاریخ جهانی مخابرات، Wiley Interscience، ۲۰۰۳.
4. ↑  G. J. Holzmann و B. Pehrson، تاریخ اولیه شبکه‌های داده، Wiley، ۱۹۹۴.
5. ↑  M. Groth، "بازنگری در فوتوفون‌ها".
6. ↑  E. Goodwin، "مروری بر سیستم‌های عملی ارتباطات لیزری"، Proceedings of the IEEE، جلد ۵۸، شماره ۱۰، صفحات ۱۷۴۶–۱۷۵۲، اکتبر ۱۹۷۰.
7. ↑  D. L. Begley، "ارتباطات لیزری فضای آزاد: چشم‌اندازی تاریخی"، نشست سالانه IEEE، انجمن لیزر و الکترواپتیک، جلد ۲، صفحات ۳۹۱–۳۹۲، نوامبر ۲۰۰۲، گلاسگو، اسکاتلند.
8. ↑  H. Hemmati، ارتباطات نوری در اعماق فضا، Wiley-Interscience، ۲۰۰۶
9. ↑  Kachris, Christoforos; Tomkos, Ioannis (اکتبر ۲۰۱۲). "مروری بر اتصالات نوری برای مراکز داده". IEEE Communications Surveys & Tutorials. 14 (4): 1021–1036. doi:10.1109/SURV.2011.122111.00069. S2CID 1771021.
10. ↑  Bhowal, A.; Kshetrimayum, R.S. (۲۰۱۸). "تحلیل عملکرد رله یک‌طرفه و دوطرفه برای ارتباطات بی‌سیم نوری زیر آب". OSA Continuum. 1 (4): 1400–1413. doi:10.1364/OSAC.1.001400.
11. ↑  Hanson, F.; Radic, S. (ژانویه ۲۰۰۸). "ارتباطات نوری زیر آب با پهنای باند بالا". Applied Optics. 47 (2): 277–83. Bibcode:2008ApOpt..47..277H. doi:10.1364/AO.47.000277. PMID 18188210.
12. ↑  گروه کاری ارتباطات (TG 7m) (۳۱ مه ۲۰۱۹). "نگهداری ۱۵.۷: ارتباطات بی‌سیم نوری کوتاه‌برد". IEEE 802.15 WPAN. Retrieved 2019-05-31.
13. ↑  Paul Anthony Haigh; Francesco Bausi; Zabih Ghassemlooy; Ioannis Papakonstantinou; Hoa Le Minh; Charlotte Fléchon; Franco Cacialli (۲۰۱۴). "ارتباطات نوری مرئی: پیوند بلادرنگ ۱۰ مگابیت بر ثانیه با دیود نوری پلیمری کم‌پهنای‌باند". Optics Express. 22 (3): 2830–8. Bibcode:2014OExpr..22.2830H. doi:10.1364/OE.22.002830. PMID 24663574.
14. ↑  مرکز پژوهش مهندسی نورپردازی هوشمند

## مطالعه بیشتر
- Daukantas, Patricia (مارس ۲۰۱۴). "ارتباطات بی‌سیم نوری: نقطه داغ جدید" (PDF). Optics and Photonics News. 25 (3): 34–41. Bibcode:2014OptPN..25...34D. doi:10.1364/OPN.25.3.000034.
- Arnon, Shlomi;  et al., eds. (۲۰۱۲). سیستم‌های پیشرفته ارتباطات بی‌سیم نوری (1 ed.). کمبریج: انتشارات دانشگاه کمبریج. doi:10.1017/CBO9780511979187. ISBN 9780511979187.
- Ghassemlooy, Z.; Popoola, W.; Rajbhandari, S. (۲۰۱۲). ارتباطات بی‌سیم نوری: مدل‌سازی سیستم و کانال با متلب (۱ ed.). بوکا راتون، فلوریدا: CRC Press. ISBN 9781439851883.